# Taekwondo Vlaanderen
Taekwondo Vlaanderen (TKVD) is een Belgische sportfederatie die de promotie van het taekwondo in de Vlaamse Gemeenschap als doel heeft. 

## Historiek
De organisatie werd opgericht op 2 augustus 1982 onder de naam Vlaamse Taekwondo Bond (VTB) als opvolger van de omstreeks 1977 opgerichte Vlaamse Taekwondo Associatie (VTA). Vanaf 1999 overkoepelde VTB zowel de Vlaamse taekwondoverenigingen in de traditie van de International Taekwon-Do Federation (ITF) en de World Taekwondo Federation (WTF) en zijn beide strekkingen vertegenwoordigd in de algemene vergadering van VTB, wel behielden ze elk hun eigenheid. Tijdens de algemene vergadering van 7 december 2018 werd VTB hernoemd naar Taekwondo Vlaanderen (TKVD).

## Organisatie
Taekwondo Vlaanderen verenigt circa 82 clubs en is gevestigd in de Hendrik van Veldekesingel 150 te Hasselt.
Samen met de Association Belge Francophone de Taekwondo (ABFT) en het Taekwondo Verband der Deutschsprachige Gemeinschaft (TVDSG) vormt ze de Belgian Taekwondo Federation (BTF). BTF is op haar beurt aangesloten bij World Taekwondo Europe (WTE) en World Taekwondo (WT). De clubs in de traditie van het ITF zijn daarnaast op regionaal niveau verenigd in ITF-Vlaanderen, op nationaal niveau in ITF Belgium en worden op Europees niveau vertegenwoordigd door de All Europe Taekwon-do Federation (AETF).